# Mausoleus romans de Llíria
Els mausoleus romans de Llíria són un conjunt protegit com a Bé d'interès cultural de la ciutat de Llíria, a la comarca del Camp de Túria del País Valencià. Tenen el núm. d'anotació ministerial A-R-I-51-0007026 per resolució del 5 de desembre de 1990.

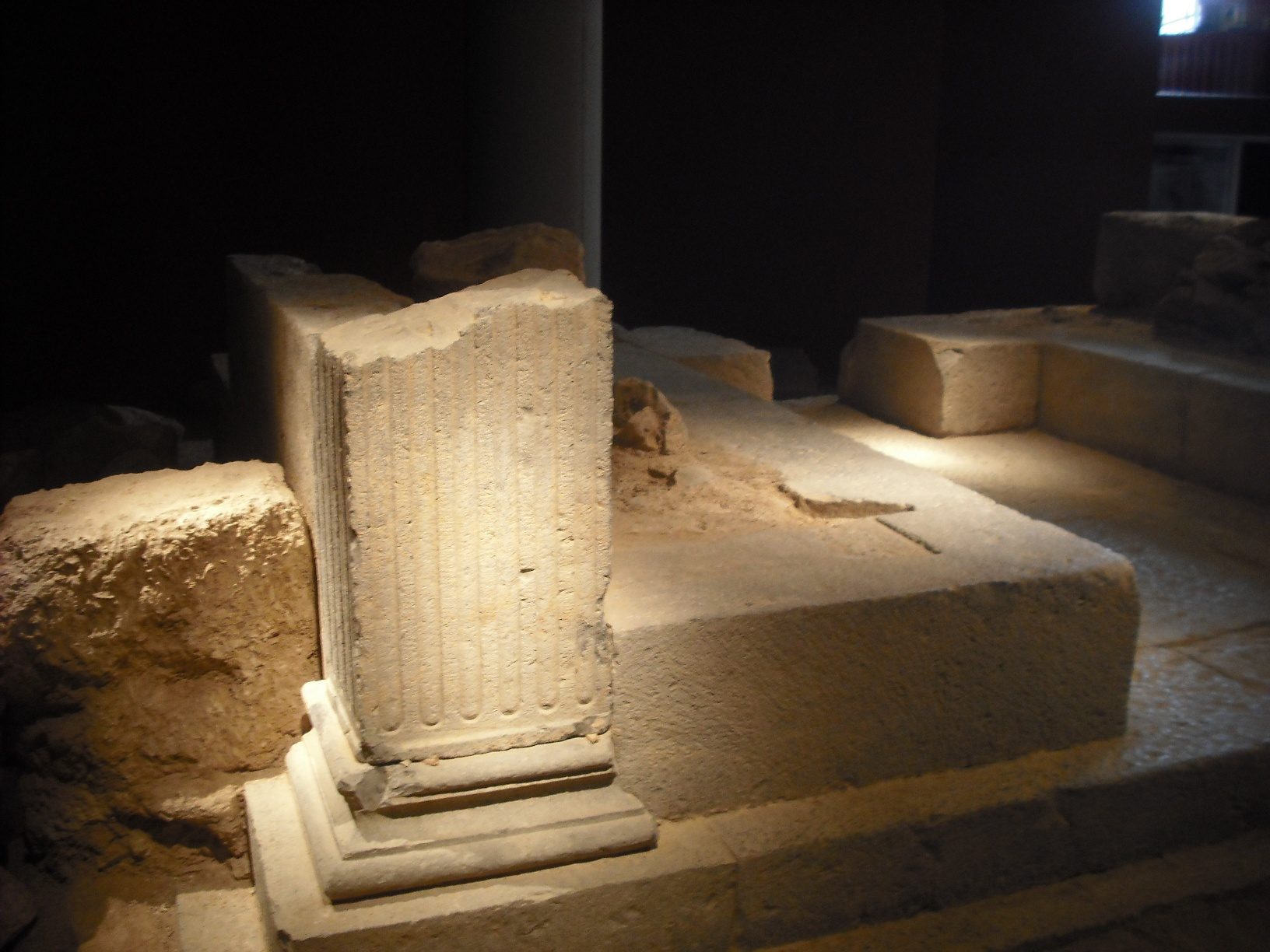
Portada de l'edifici I dels mausoleus romans de Llíria

## Emplaçament
Els mausoleus es troben al carrer de Sant Vicent. Són un conjunt funerari situat a la necròpoli de la ciutat ibera romanitzada d'Edeta.
A inicis del segle xxi estaven integrats dins d'un edifici d'habitatges, però han estat recuperats i són visitables.

## Descripció
Són tres edificis de planta rectangular, formats per una base esglaonada, un podi i una cambra funerària. En aquesta es realitzava la cremació del cadàver.